# Punctularia strigosozonata
Espèce
Punctularia strigosozonata, de son nom vernaculaire, la Stérée à zones strigueuses est un champignon du genre Punctularia de la famille Punctulariaceae.

## synonymes
- Auricula reflexa (Berk.) Lloyd 1920 (synonyme)
- Auricularia reflexa (Berk.) Bres. 1911 (synonyme)
- Auricularia rugosissima (Lév.) Pat. 1915 (synonyme)
- Auricularia strigosozonata (Schwein.) Bres. (synonyme)
- Merulius strigosozonatus Schwein. 1834 (synonyme)
- Phaeophlebia strigosozonata (Schwein.) W.B. Cooke 1956 (synonyme)
- Phlebia anomala Berk. & Ravenel 1873 (synonyme)
- Phlebia hispidula Berk. 1872 (synonyme)
- Phlebia sonata Berk. & M.A. Curtis 1873 (synonyme)
- Phlebia orbicularis Berk. & M.A. Curtis 1849 (synonyme)
- Phlebia pileata Peck 1878 (synonyme)
- Phlebia reflexa Berk. 1851 (synonyme)
- Phlebia rubiginosa Berk. & Ravenel 1873 (synonyme)
- Phlebia rugosissima Lév. 1844 (synonyme)
- Phlebia spilomea Berk. & M.A. Curtis ex Cooke 1891 (synonyme)
- Phlebia strigosozonata (Schwein.) Lloyd 1913 (synonyme)
- Phlebia zonata Berk. & M.A. Curtis 1873 (synonyme)
- Stereum atropurpureum Lloyd 1917 (synonyme)
- Stereum ceriferum Wakef. 1915 (synonyme)
- Stereum deceptivum Lloyd 1918 (synonyme)
- Stereum hispidulum (Berk.) G. Cunn. 1953 (synonyme)
- Stereum lugubre Cooke 1884 (synonyme)
- Stereum strigosozonatum (Schwein.) G. Cunn. 1956 (synonyme)